# Сале-Сан-Джованні
Сале-Сан-Джованні (італ. Sale San Giovanni, п'єм. Sale San Gioann) — муніципалітет в Італії, у регіоні П'ємонт,  провінція Кунео.
Сале-Сан-Джованні розташоване на відстані близько 460 км на північний захід від Рима, 80 км на південь від Турина, 45 км на схід від Кунео.
Населення — 187 осіб (2014).

## Демографія
Населення за роками:

Станом на 1 січня 2023 року в муніципалітеті офіційно проживало 8 іноземців з 4 країн, серед них 2 громадяни країн Євросоюзу.

## Сусідні муніципалітети
- Камерана
- Чева
- Момбаркаро
- Парольдо
- Сале-делле-Ланге